# Ana Josefa Pérez Florido
Ana Josefa Pérez Florido, en religió Petra de Sant Josep (Valle de Abdalajís, 7 de desembre de 1845 - Barcelona, 16 d'agost de 1906) fou una religiosa espanyola, fundadora de la Congregació de les Mares de Desemparats i Sant Josep de la Muntanya. Fou la impulsora de la construcció del Reial Santuari de Sant Josep de la Muntanya. És venerada com a beata per l'Església catòlica.

## Biografia
Ana Josefa fou la més petita dels cinc fills de José Pérez Reina i María Florido González, que els educaren cristianament. La seva mare morí al cap de tres anys i fou educada per la seva àvia Teresa Reina. De noia, s'enamorà d'un jove, Josep Mir, però poc abans de casar-se, ella va decidir de consagrar-se a la religió i van trencar. Com que el seu pare no li permeté de fer-se religiosa, dedicava el seu temps a la pregària i la cura als necessitats, especialment els vells abandonats, compartint aquestes tasques amb les seves amigues Josefita Muñoz Castillo, Frasquita i Isabel Bravo Muñoz i Rafaela Conejo Muñoz. Van obrir en 1873 una casa al seu poble per acollir-hi els ancians necessitats, que fou anomenada pel poble Casa de los Pobres, com també les companyes van ser anomenades Germanetes dels Pobres. Van treballar a Valle i a la veïna Álora des de 1877.
En morir el seu pare en 1877, va ingressar a la congregació de les Mercedàries de la Caritat el 1878, però va sortir-ne uns mesos més tard. Aconsellada pel bisbe de Màlaga Manuel Gómez Salazar, es proposa de fundar una nova congregació dedicada a la cura dels ancians i nens desemparats, que rebrà el nom de Congregació de les Mares dels Desemparats. Amb les seves companyes, formen la primera comunitat en 1880 a Màlaga, adoptant ella el nom de religió de Petra de Sant Josep en emetre els vots temporals, el 2 de febrer de 1881 a l'església de San Juan Bautista de Vélez-Málaga. L'aprovació diocesana de la congregació fou el Nadal del mateix 1881.
Va fundar un noviciat a Màlaga (1882) i un hospital, una llar d'infants i una escola a Ronda (1883) i altres cases a Gibraltar (1884), Andújar (1885) i Martos (1887). En 1886 va escriure les constitucions de la congregació. El 25 de novembre de 1886 arriba a Barcelona, i al gener es trasllada amb les germanes a una torre de Sant Gervasi. El 1889 va traslladar el noviciat de Màlaga a Manresa, el 31 de juliol. El 24 de desembre de 1890 la comunitat va traslladar-se de Sant Gervasi a Gràcia.
En 1891 visita Roma i Lleó XIII la rep i li dona el decretum laudis de la congregació el 21 de juliol. Professà definitivament a Ronda el 15 d'octubre de 1892 i hi funda llavors el col·legi de la Immaculada, primer de l'institut. En 1893 i 1894 funden cases a València i en 1895 adquireixen els terrenys de la Muntanya Pelada de Barcelona on s'aixecarà el Santuari de Sant Josep de la Muntanya, inaugurat el 18 de març de 1896. Des de Barcelona, continua viatjant per fundar noves cases i a Roma, on és rebuda pel papa tres cops més (1901, 1902 i 1905). El 1905 el Santuari de Sant Josep fou durament atacat per les pràctiques de devoció que s'hi duien a terme, que ratllaven, segons alguns sectors eclesiàstics, la superstició popular. La fundadora i la congregació, però, foren absolts després d'una investigació.
Després de fundar deu cases (l'última a Arriate en 1900), malalta i esgotada, va morir a seixanta anys a la casa que havia fundat a Barcelona el 16 d'agost de 1906.

## Veneració
A la seva casa natal, s'obrí en 1917 una casa de la congregació.
La fama de santedat va fer que se n'obrís el procés diocesà de beatificació en 1932, a Barcelona. El 14 de juny de 1971, Pau VI n'aprovà les virtuts heroiques i la proclamà venerable. El 16 d'octubre de 1994, fou beatificada a Roma per Joan Pau II. Actualment el procés de canonització segueix el seu curs.

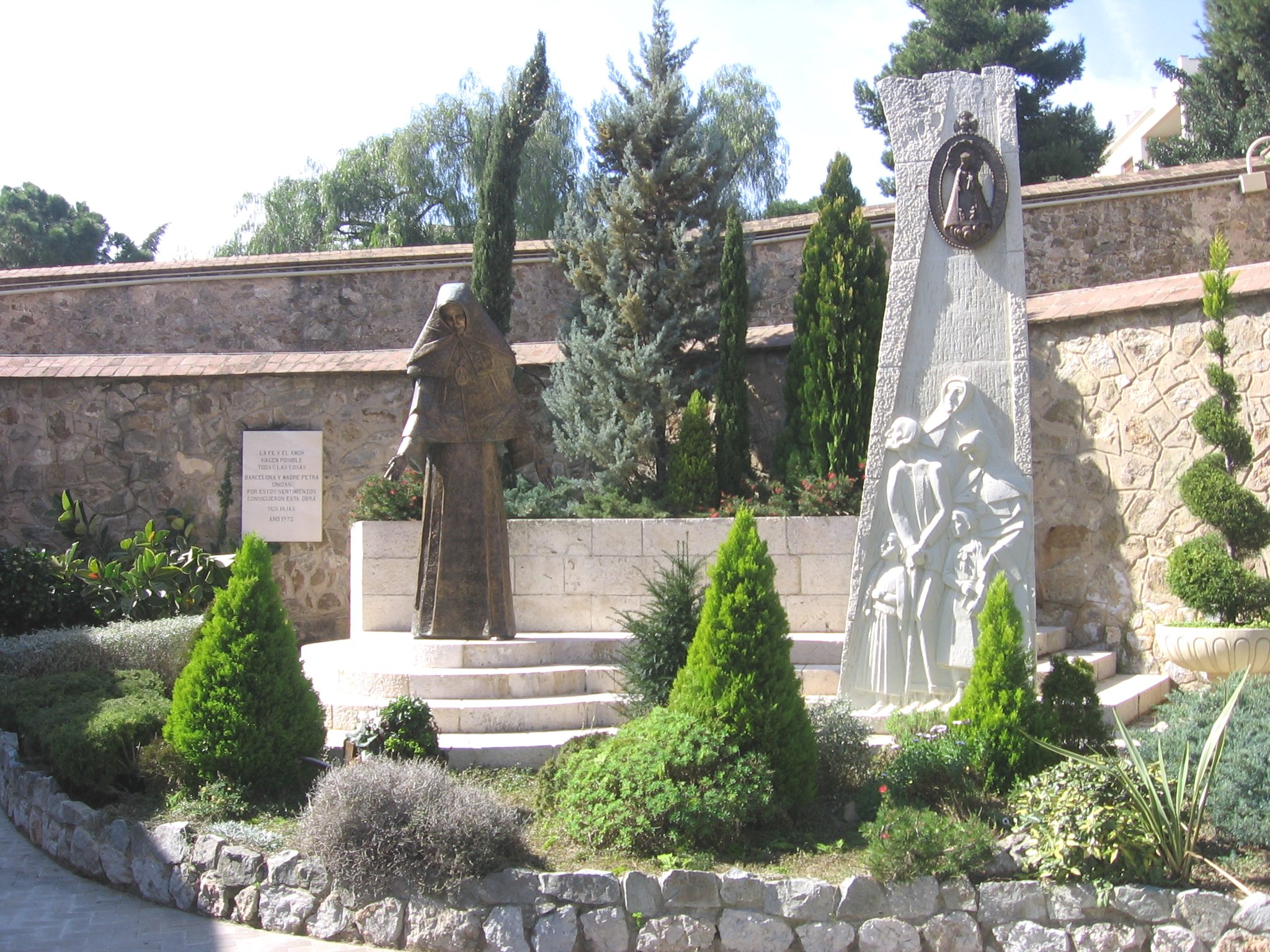
Monument a la beata Petra als jardins de Sant Josep de la Muntanya
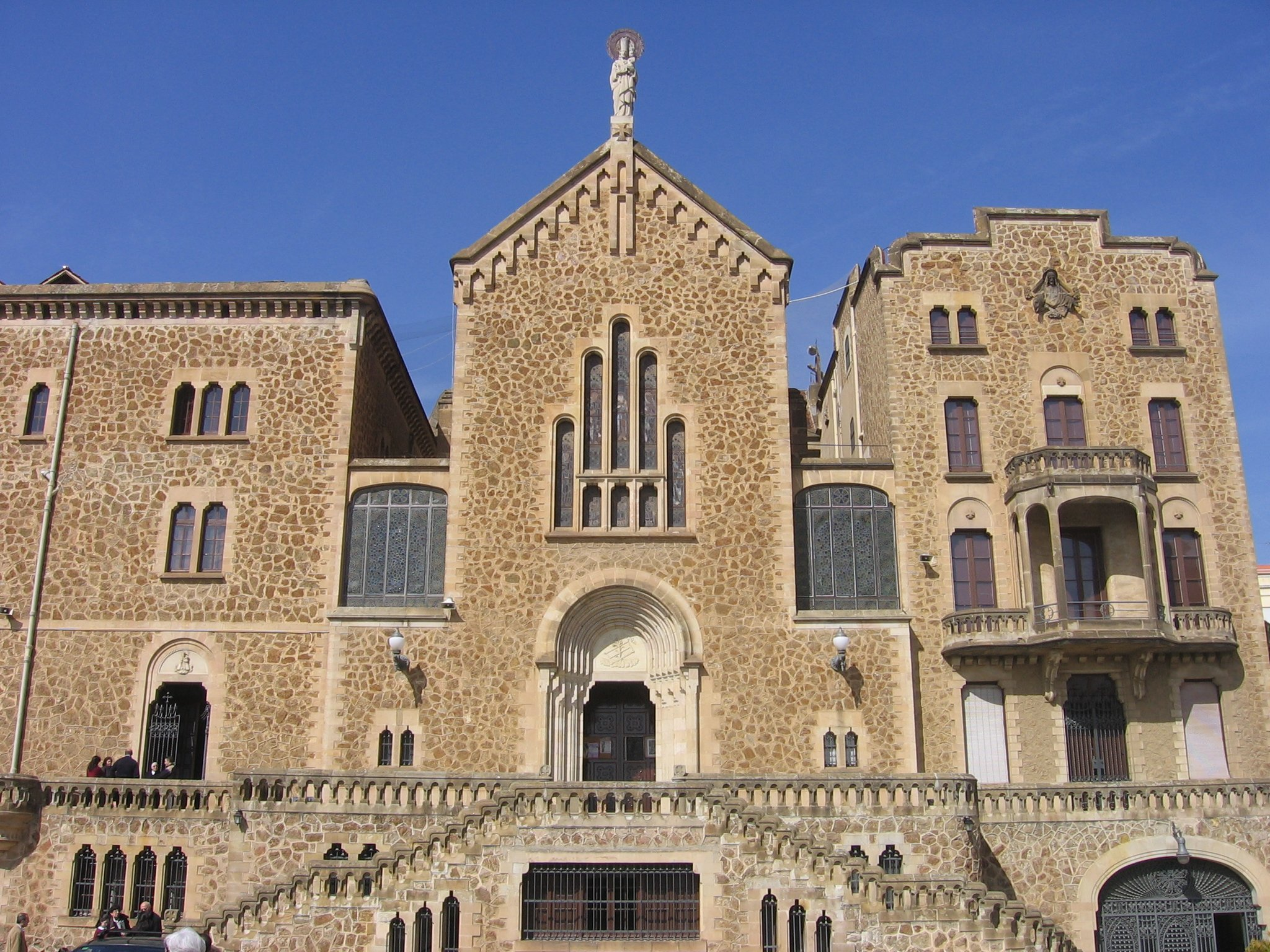
Santuari de Sant Josep de la Muntanya (Barcelona); a baix a la dreta, entrada a la capella amb la tomba de la beata Petra
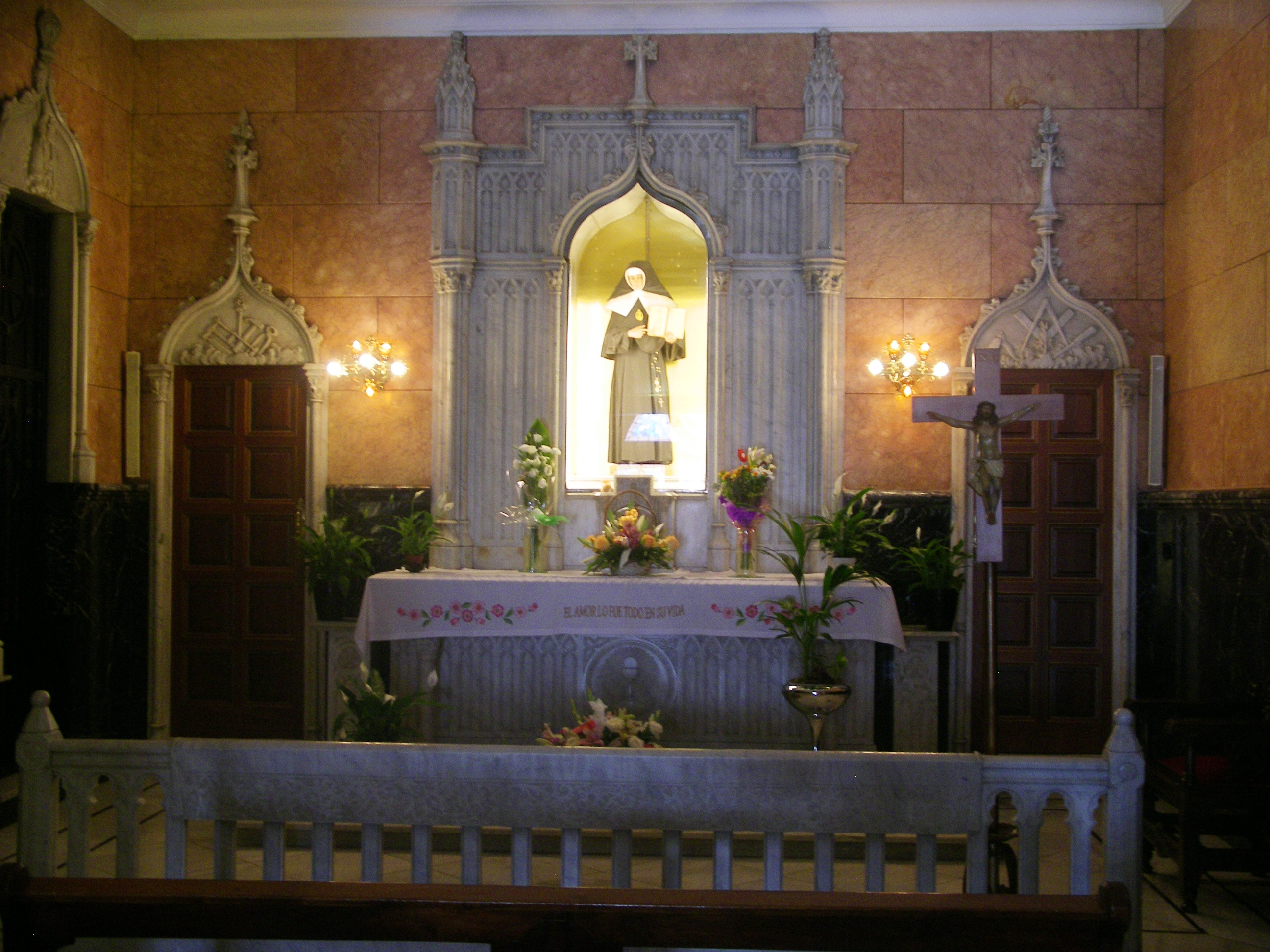
Capella amb l'altar i tomba de la beata Petra de Sant Josep (Sant Josep de la Muntanya)

### Relíquies
Sebollida al cementiri de Montjuïc, les seves restes van ésser traslladades al Santuari de Sant Josep. Durant la Guerra civil espanyola, el santuari fou assaltat i les restes cremades. El 19 de febrer de 1981, una religiosa servita va dir a una religiosa de la congregació que en 1952, quan atenia un malalt a València, aquest li confessà que durant la guerra havia format part del grup que havia entrat al santuari de Barcelona i que n'havien robat les restes de la fundadora per acabar amb la superstició que desvetllava, i que havien enterrat les restes a un camp de Puçol (València), on havien anat després. L'any 1983 van trobar-se el camp i les restes, que foren portades novament al Santuari de Sant Josep de la Muntanya.